# Ronzone
Ronzone é uma comuna italiana da região do Trentino-Alto Ádige, província de Trento, com cerca de 352 habitantes. Estende-se por uma área de 5 km², tendo uma densidade populacional de 70 hab/km². Faz divisa com Appiano sulla Strada del Vino (BZ), Fondo, Sarnonico e Malosco.